# Corsia di accelerazione
La corsia di accelerazione è una corsia delle strade a più corsie (in particolare delle superstrade e delle autostrade) destinata ai veicoli che effettuano la manovra di entrata dall'apposito svincolo. L'art. 3 del codice della strada la definisce: "corsia specializzata per consentire ed agevolare l'ingresso ai veicoli sulla carreggiata".
È generalmente progettata e realizzata con dimensioni in larghezza ed in lunghezza atte a consentire di accelerare senza interferire con il normale flusso di traffico.

## Norme di comportamento
È buona norma di comportamento utilizzare la corsia di accelerazione per portare il veicolo ad una velocità sufficientemente elevata, in maniera da immettersi nel flusso di traffico, rispettando la precedenza, senza disturbare i veicoli in transito.
Gli automobilisti che si immettono nelle corsie di marcia, a velocità troppo basse o addirittura da fermi, costituiscono un grave pericolo per se stessi e per gli altri utenti.
Solitamente gli automobilisti che si trovano sulle corsie di marcia tendono a facilitare l'immissione nel flusso di traffico, cambiando corsia spostandosi il più possibile a sinistra allorché avvistino un veicolo in entrata.
Nei modelli di simulazione del traffico, risulta che il rispetto delle distanze di sicurezza consentirebbe un ingresso dei veicoli senza decelerazione di quelli in entrata, e brusche frenate o sterzate in corsia di sorpasso di quelli già presenti in autostrada.

## Ingresso contromano in autostrada
Talora si verifica l'immissione in autostrada in direzione opposta al senso di marcia. Viaggiare contromano comporta il ritiro della patente e sanzioni penali.
In autostrada si deve entrare in un verso di marcia che è sempre alla destra del guidatore in corsia di accelerazione.
Probabilmente per il fatto che il verso corretto è sempre alla destra, nelle corsie di accelerazione non viene posto un segnale di direzione obbligatoria, che tuttavia potrebbe ridurre questo tipo di incidenti.